# 奥田和男
奥田 和男（おくだ かずお、1951年2月20日 - ）は、三重県一志郡一志町出身の元プロ野球選手。ポジションは投手、外野手。

## 来歴・人物
三重県立白山高等学校から電電東海へ進み1971年の都市対抗野球では三菱名古屋の補強選手として登板、1971年のドラフト会議で中日ドラゴンズから2位指名を受け入団。
快速球投手と評判で、1972年には二軍（ウエスタン・リーグ）で最高勝率投手に輝くが、1977年に改姓すると共に投手から外野手へ転向。
外野手転向後も一軍公式戦には出場できず、1979年限りで現役を引退。
引退後はミズノを経て、2018年時点では矢場とんに勤務している。

## 詳細情報

### 年度別投手成績
- 一軍公式戦出場なし

### 背番号
- 38 （1972年 - 1979年）

### 登録名
- 奥田 和男 （おくだ かずお、1972年 - 1976年）
- 旭 和男 （あさひ かずお、1977年 - 1979年）